# 岩村田ヒカリゴケ産地

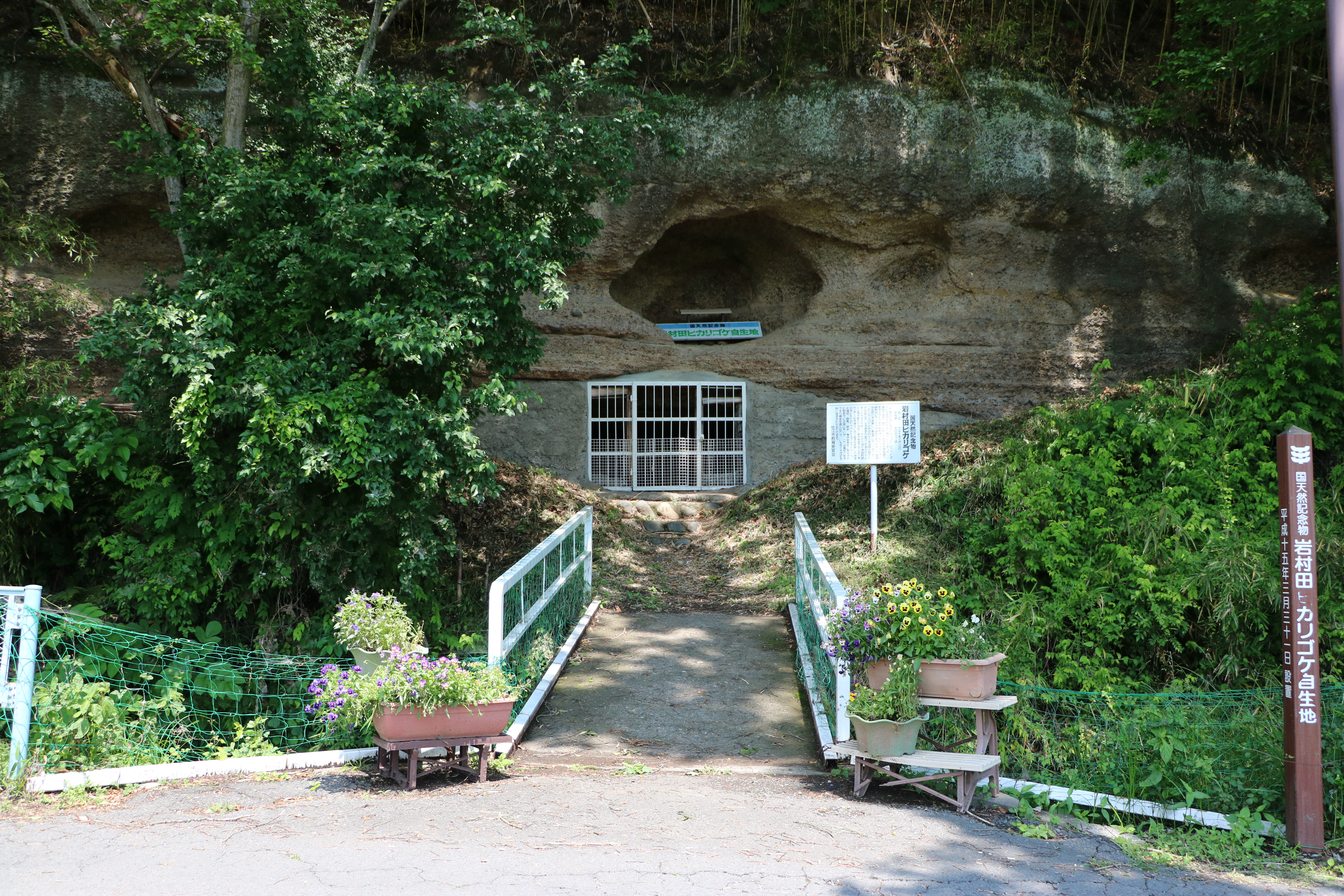
岩村田ヒカリゴケ産地。画像中央のフェンスのある洞穴の内部が天然記念物の指定地。2022年6月10日撮影。

岩村田ヒカリゴケ産地（いわむらだヒカリゴケさんち）は、長野県佐久市岩村田上ノ城にある小規模な洞穴内部に生育する、国の天然記念物に指定されたヒカリゴケ（光蘚）の自生地である。
ヒカリゴケ（光蘚 学名：Schistostega pennata (Hedw.) F.Weber et D.Mohr）は、ヒカリゴケ科ヒカリゴケ属の原始的なコケ植物で、北半球北部の寒冷な地域を中心に分布し、直射日光の乏しい洞窟や石垣の隙間などに生育して黄緑色に光るコケとして知られているが、かつては一般的にあまり知られていない珍しいコケであった。
岩村田のヒカリゴケ産地は、日本国内ではじめてヒカリゴケの生育が確認された場所である。発見されたのは1910年（明治43年）のことで、当時の旧制野沢中学校（現在の長野県野沢北高等学校）の生徒が、通学途中にある崖に空いた小さな洞窟内に「光る土」を見つけ採集したものが、同校教諭の小山海太郎を通じ植物学者の三好学へ鑑定が依頼され、その結果「ヒカリゴケであると日本国内で最初に同定された」記念的な場所であることから、日本の蘚苔学者の間では歴史的な生育地として知られており、1921年（大正10年）3月3日に国の天然記念物に指定された。

## 解説

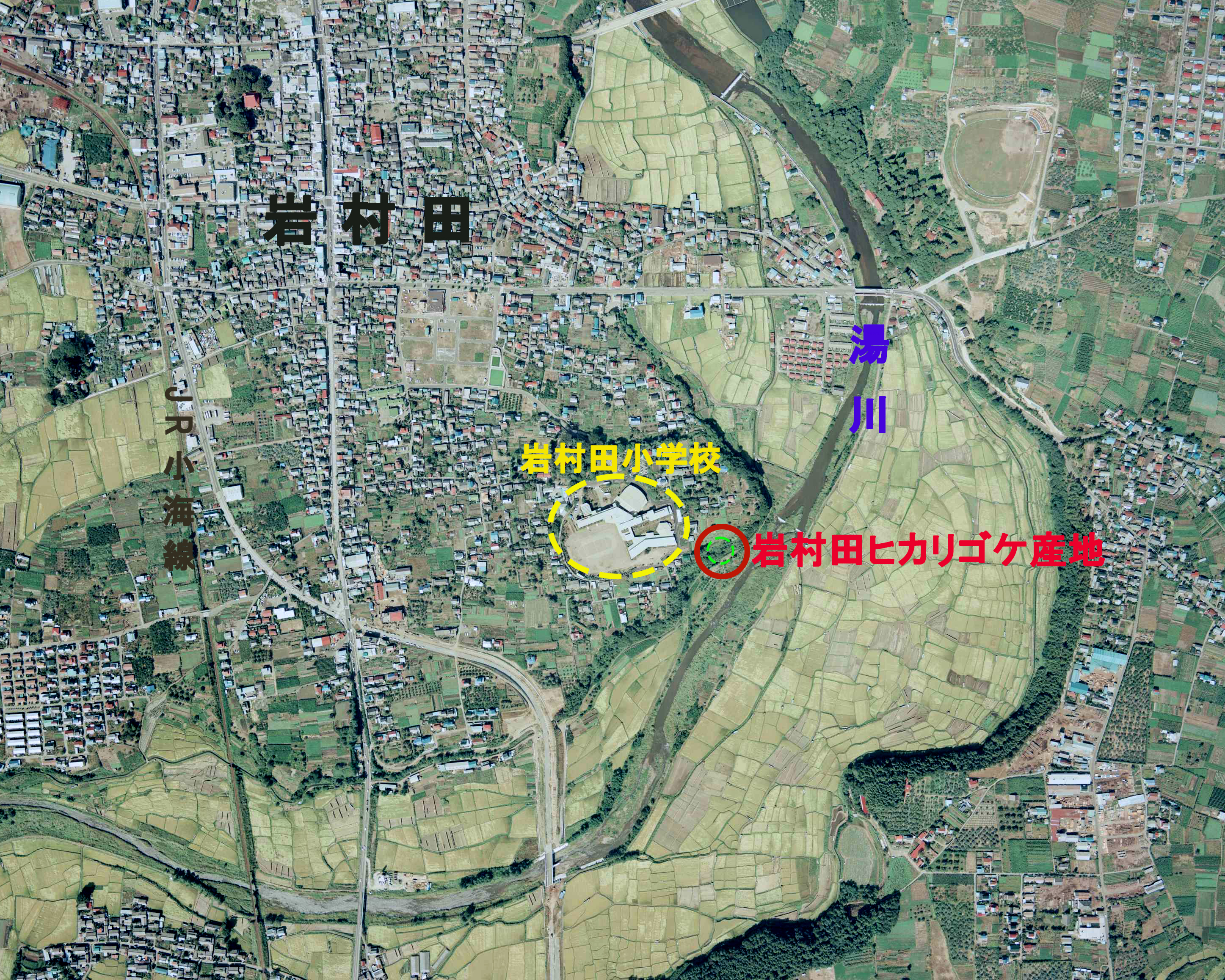
岩村田ヒカリゴケ産地周辺の空中写真。
岩村田の市街地を載せる河岸段丘の段丘崖に位置している。
。（1975年9月25日撮影の画像を使用作成）

岩村田のヒカリゴケ産地として国の天然記念物に指定されているのは、長野県東部の佐久市岩村田地区を流れる湯川右岸に形成された河岸段丘を縁取る段丘崖に洞口を開けた、通称千畳敷と呼ばれる小規模な洞穴である。この場所は佐久市の中心市街地でもある岩村田地区市街地にほど近い場所で、洞穴上部の段丘面上には佐久市立岩村田小学校が隣接して所在し、周辺一帯は住宅や畑地などが広がっている。天然記念物に指定されている洞穴は、幅員の狭い市道沿いを流れる常木堰（つねきぜき）と呼ばれる用水路に隣接する、南東側に面した小さな崖に洞口を開けている。
今日ではヒカリゴケ保護のため、洞口には鉄製のフェンスが設けられているが、フェンスの隙間越しにヒカリゴケを肉眼で観察することが可能である。この洞穴は入口の間口約2 m（メートル）、奥行き約7 m、高さ約1.5 m、面積は約40 m2（平方メートル）という小規模なものであるが、ここは日本国内で最初にヒカリゴケの自生が確認、同定された場所として知られている。
ヒカリゴケは北半球北部の寒冷な地域を中心に分布し、植物学会で最初に確認されたのは1780年頃にイギリスの学会で報告されたものとされており、その後もドイツでの自生報告や、1863年にはオーストリアの植物学者アントン・ヨーゼフ・ケルナーによる報告など、ヨーロッパを中心として生育が確認されていたが、日本国内では確認されておらず一般に知られるコケではなかった。
岩村田ヒカリゴケ産地が発見された経緯は、1910年（明治43年）の春、当時の旧制野沢中学校（現在の長野県野沢北高等学校）の生徒が、通学途中にある現指定地の崖にある洞窟内で「光る土」を見つけたことがきっかけであった。生徒は光る土を採集すると学校へ届けると、これを見た同校教諭の小山海太郎は採取されたコケを含む土壌を植物学者の三好学（東京帝國大学教授）へ送付し鑑定を依頼した。三好はこれを培養する等の検証を重ね調査し、その結果「ヒカリゴケ」であると同定した。三好はヨーロッパ諸国や北米に見られるヒカリゴケが、これまで日本国内では発見や報告事例がなかったことを承知しており、このヒカリゴケの同定により、岩村田の小さな洞窟は日本国内で最初にヒカリゴケの生育が確認された場所として学会へ報告された。
三好は1912年（大正元年）10月初旬にはじめて岩村田の現地を訪れヒカリゴケの生育状況を確認し、翌1913年（大正2年）6月には紀州徳川家第15代当主で貴族院議員、史蹟名勝天然記念物保存協会会長でもあった徳川頼倫とともに再度、岩村田の現地を訪れ視察、調査を行っており、1919年（大正8年）に史蹟名勝天然紀念物保存法が制定された後、岩村田光蘚産地として1921年（大正10年）3月3日に国の天然記念物に指定された。なお、天然記念物は旧内務省の所管であったが、1928年（昭和3年）に文部省に移管され、同年9月6日に文部省により岩村田の生育地の現状視察が行われ、ヒカリゴケの保存状況および生育状況は良好であったという。
指定地の洞穴は佐久市教育委員会の文化振興課文化財保護事務所により、2016年（平成28年）10月から週に1回、ヒカリゴケの繁殖状況や、洞内に設置された電気式の温度計および湿度計による観測が実施されている。ヒカリゴケの生育には気温だけでなく湿度が重要な環境要因であるが、佐久市による観測の結果、岩村田ヒカリゴケ産地の洞穴内部は、特に春から秋にかけての湿度が80 %（パーセント）から90 %というヒカリゴケの生育に適した環境であることが改めて確認されるなど、佐久市により繁殖状況の確認、洞穴内外の管理や保護が継続的に行われている。

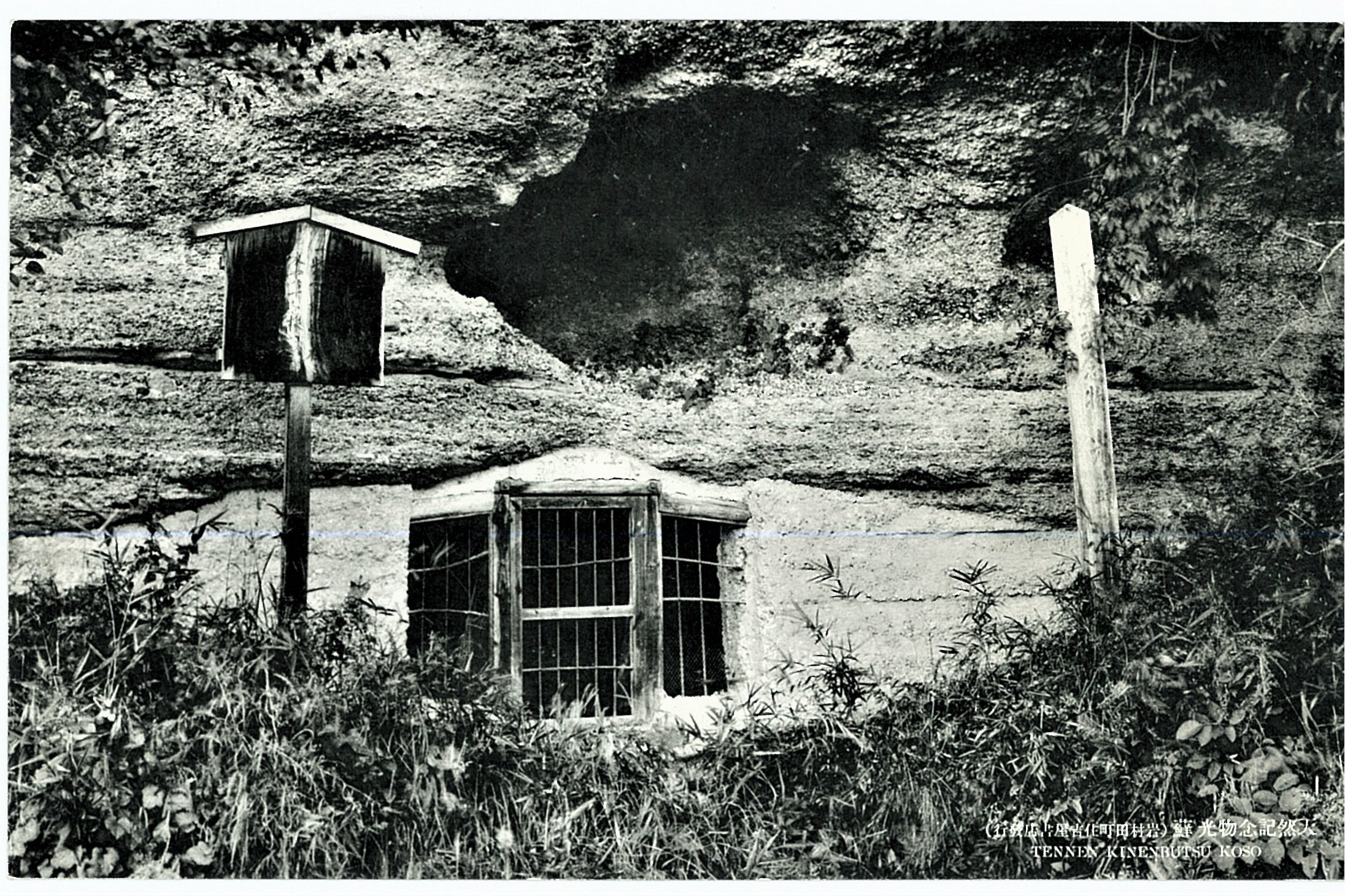
昭和10年頃の岩村田ヒカリゴケ産地の絵葉書。
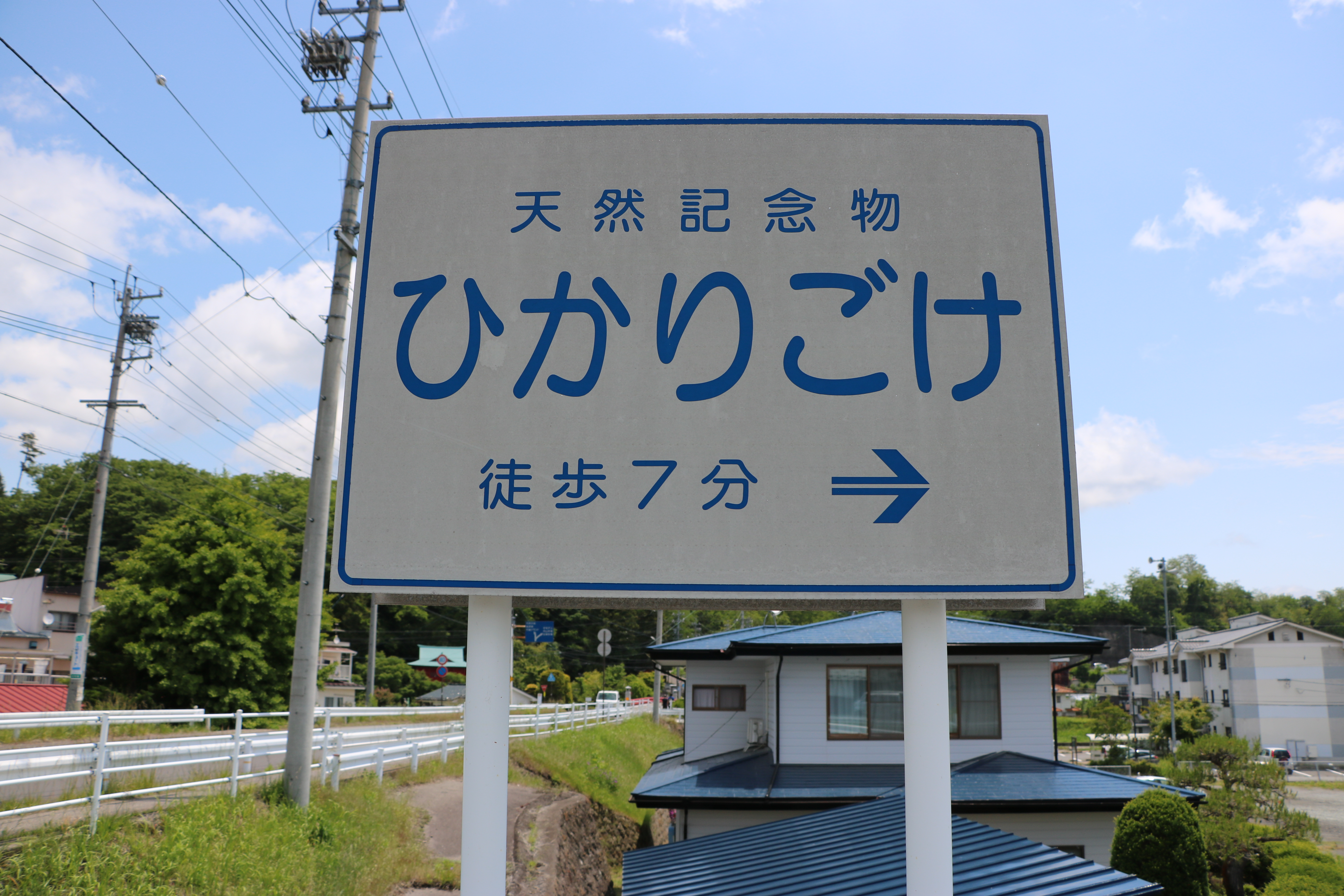
長野県道156号線側の入口に設置された「ひかりごけ入口」の標識。2022年6月10日撮影。
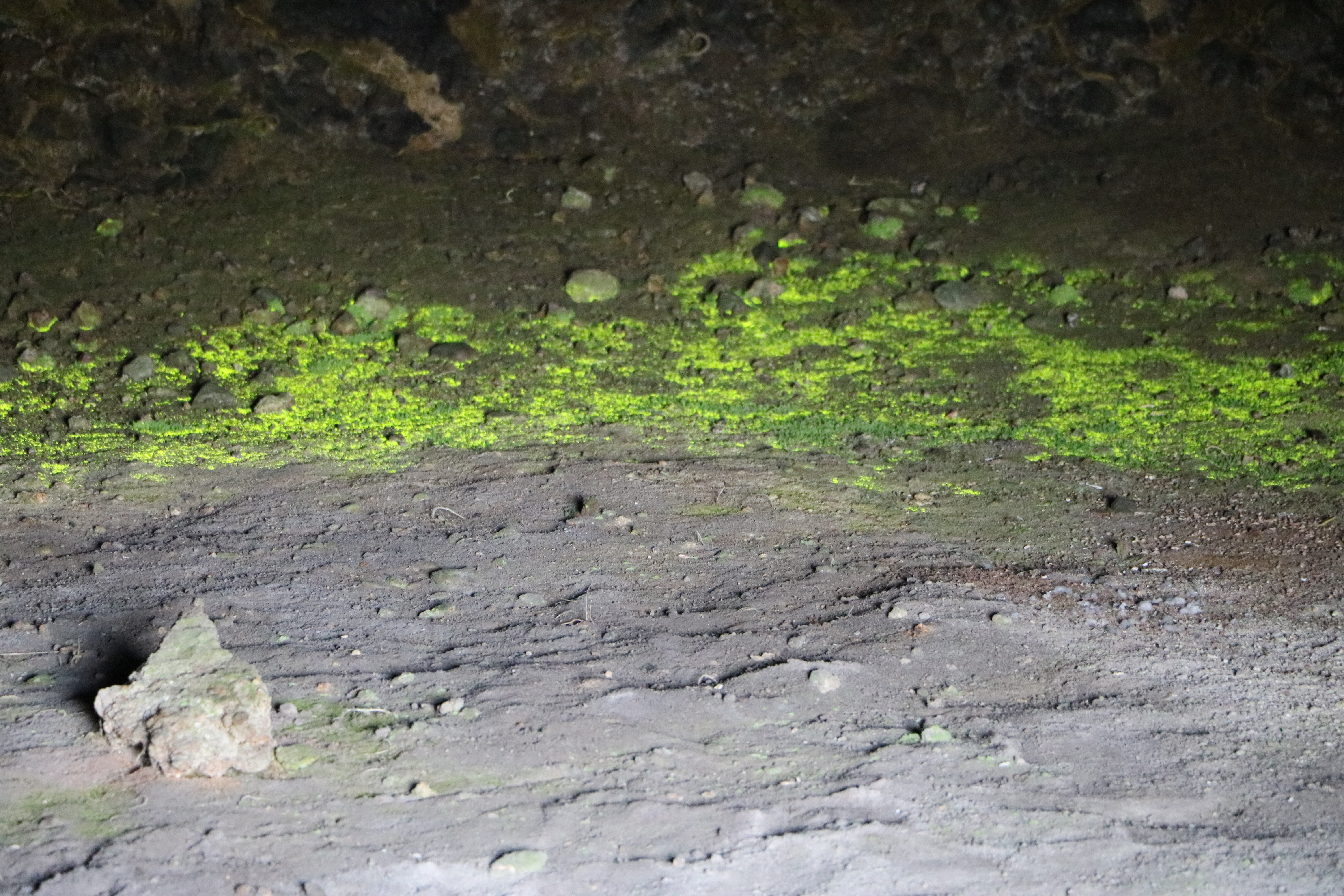
フェンス越しに撮影した岩村田ヒカリゴケ産地。2022年6月10日撮影。
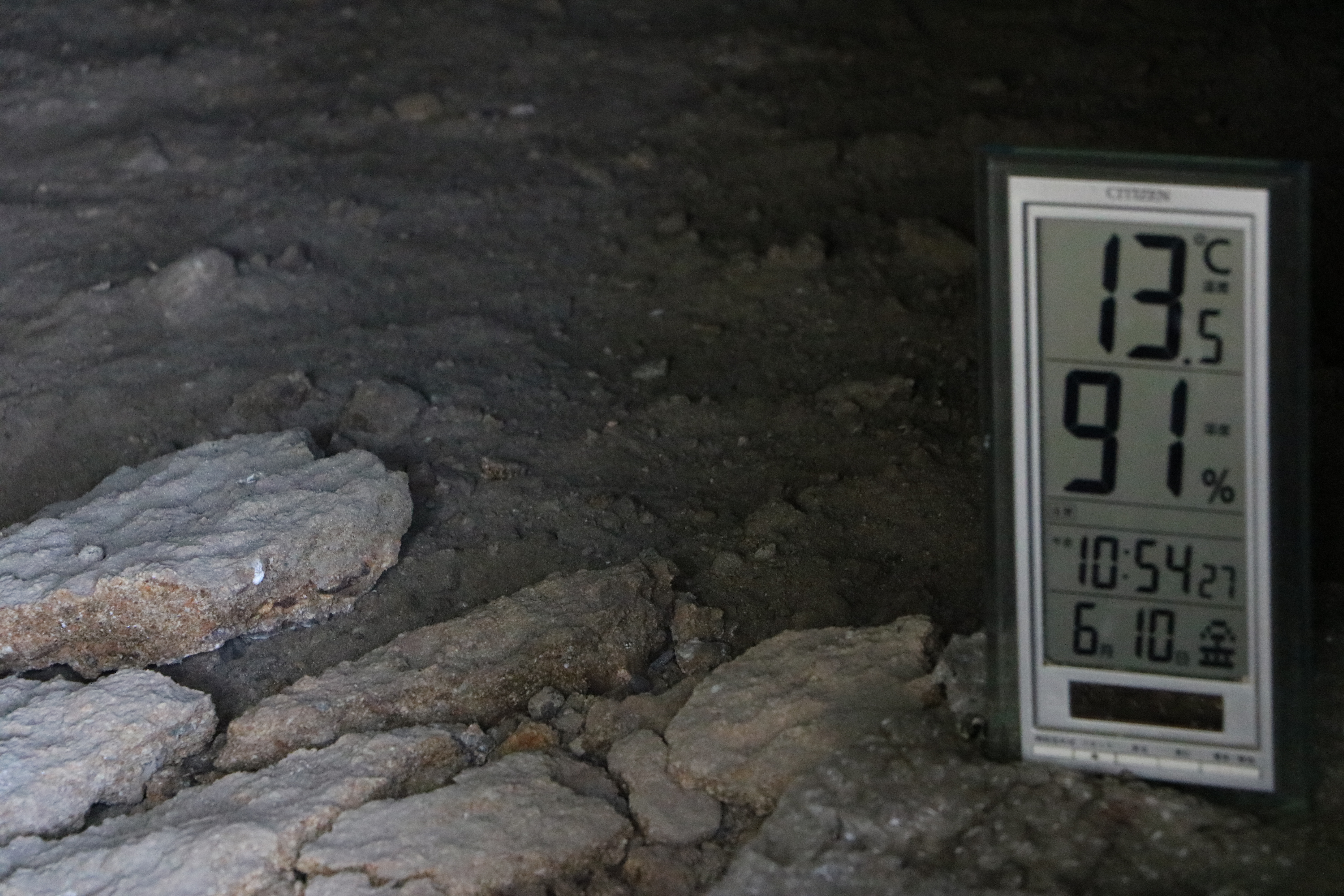
洞内に設置された温度湿度計。液晶画面に、6月10日（金）、10時54分27秒、温度13.5℃、湿度91%と表示されている。2022年6月10日撮影。

## 交通アクセス
所在地
長野県佐久市岩村田字上ノ城2631、2672、2677
交通
JR東日本小海線岩村田駅下車徒歩約25分。
上信越自動車道佐久インターチェンジから約2キロメートル、車で約5分。